# Asticta alfacaria
Asticta alfacaria är en fjärilsart som beskrevs av Ribbe 1912. Asticta alfacaria ingår i släktet Asticta och familjen nattflyn. Inga underarter finns listade i Catalogue of Life.